# Dahala Khagrabari

Dahala Khagrabari era el único enclave de tercer orden en el mundo.

Dahala Khagrabari (#51) era un enclave indio perteneciente al distrito de Cooch Behar en el estado de Bengala Occidental. Este era un territorio de India dentro de Bangladés dentro de un territorio indio dentro de Bangladés, haciéndolo el único enclave de tercer orden (o contra-contra enclave) del mundo hasta el 1 de agosto de 2015, cuando fue cedido a Bangladés.
Era uno de los  enclaves Indo-Bangladesíes más pequeños, aunque no el más pequeño de los 106 exclaves indios dentro de Bangladés y de los 92 exclaves bangladesíes dentro de la India.

## Visión general
Dahala Khagrabari (#51) estaba completamente rodeada por la aldea bangladesí Upanchowki Bhajni, 110; la misma estaba contenida dentro de la aldea de Balapara Khagrabari, contenida a su vez en  Debiganj, División de Rangpur, Bangladés. Por lo tanto, Dahala Khagrabari era el enclave de un enclave de otro enclave. En la práctica, era una parcela de tierra usada para la agricultura y no estaba habitada. Se encontraba separada por unos metros de tierra bangladesí desde su primer enclave indio de primer orden.
El dueño de este enclave era un agricultor bangladesí que vivía en el enclave que rodeaba Dahala Khagrabari (#51).
A pesar de su pequeño tamaño, Dahala Khagrabari (#51) no era el enclave más pequeño de la frontera indo-bangladesí, siendo el más pequeño Panisala No. 79, un enclave indio de 1.090 metros cuadrados en la División de Rangpur, en Bangladés.
Debido a la falta de gobierno y a las condiciones desfavorables de los residentes en los enclaves, en septiembre de 2011 los gobiernos de India y Bangladés anunciaron su intención de resolver el problema con el intercambio de 162 enclaves, dándole a los residentes la opción de elegir su nacionalidad. El 6 de mayo de 2015, India ratificó el Acuerdo Fronterizo y aceptó cederle el enclave a Bangladés.